# TMF Dance
TMF Dance (voorheen TMF Party) was een digitaal themakanaal dat onderdeel is van MTV Networks Benelux.
De zender werd samen met de zenders TMF Pure, TMF NL en Nick Jr. op 1 mei 2005 gelanceerd. De zender zond non-stop een mix van dancemuziek uit. Op 31 december 2011 zijn alle TMF-kanalen, waaronder TMF Dance, opgeheven omdat MTV het eigen merk wilde versterken.